# Linia Średnicowa
| Linia Średnicowa | Linia Średnicowa     |
| --- | -------------------- |
| Das hier offen geführte Trassenteilstück westlich des Tunnels; Blick nach Westen Richtung Bahnhof Warszawa Zachodnia |                      |
| Streckenlänge: | etwa 6 km            |
| Spurweite: | 1435 mm (Normalspur) |
| |                      |

Die Linia Średnicowa ist eine rund sechs Kilometer lange Eisenbahnstrecke, die zwei vormalige Kopfbahnhöfe in Warschau verbindet. Die Durchmesserlinie wurde in der Zwischenkriegszeit gebaut und beinhaltet eine Trassenführung durch die Warschauer Innenstadt auf Brücken, Viadukten und in Tunneln. Die Strecke ist das Rückgrat des innerstädtischen Eisenbahnverkehrs zwischen dem Warschauer Ostbahnhof (Warszawa Wschodnia) und Westbahnhof (Warszawa Zachodnia).

## Verlauf

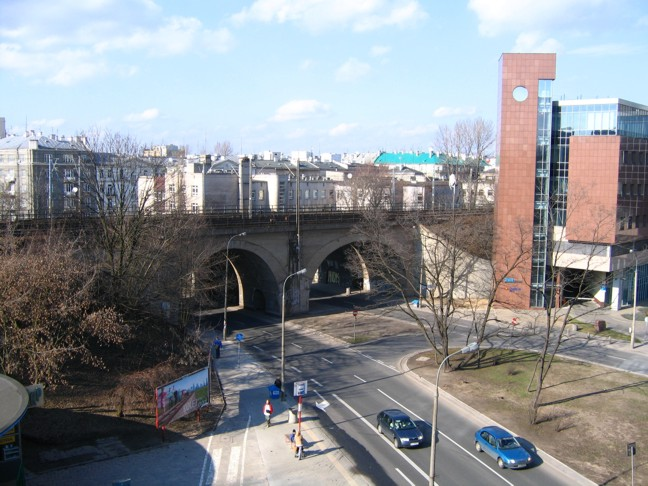
Viadukt an der Ulica Kruczkowskiego im Stadtteil Powiśle

Die viergleisige Verbindung verläuft in Ost-West-Richtung. Sie durchquert den Innenstadtbezirk Warschaus und endet bzw. beginnt in den angrenzenden Bezirken Praga-Północ und Wola. Über die Eisenbahnbrücke Most Średnicowy überquert sie die Weichsel, den Stadtteil Powiśle auf einem Viadukt. Das Zentrum des Innenstadtbezirks wird untertunnelt (Tunel Średnicowy). Neben Ost- und Westbahnhof liegen an der Strecke die Bahnhöfe Warszawa Centralna und Warszawa Śródmieście sowie die Haltepunkte Warszawa Stadion, Warszawa Powiśle und Warszawa Ochota.
Die Linia Średnicowa besteht aus zwei zweigleisigen Strecken. Über die Strecke 448 Warszawa Zachodnia–Warszawa Rembertów wird der Nahverkehr geführt. Das zweite Gleispaar gehört zur Strecke 2 Warszawa Zachodnia–Terespol und dient dem Fernverkehr, der nur im Bahnhof Warszawa Centralna hält.

## Geschichte

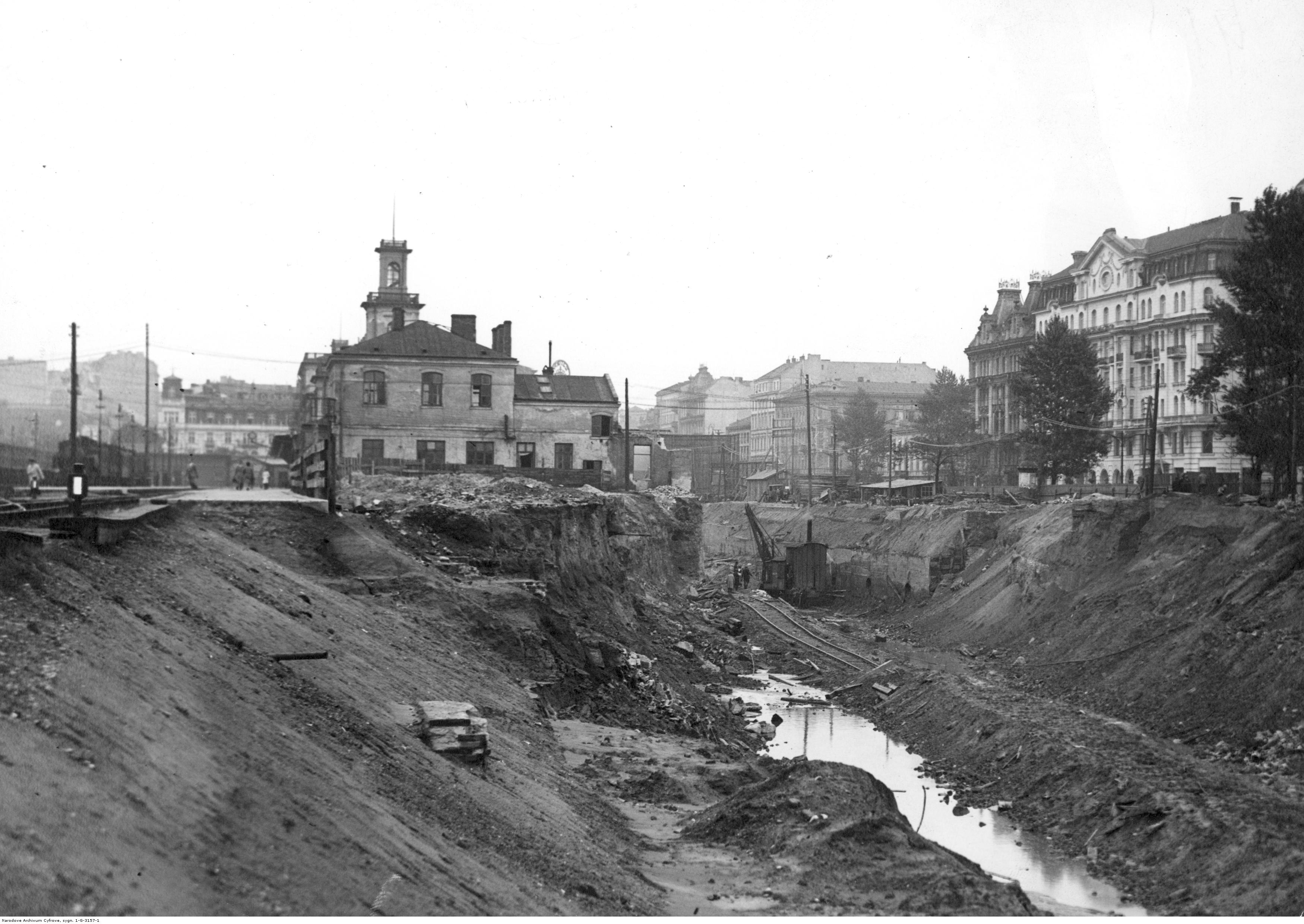
Tunnelbau 1931. Ausgehobener Graben in ostwärtiger Richtung, in der Mitte das Gebäude des teilweise bereits abgerissenen Dworzec Wiedeński

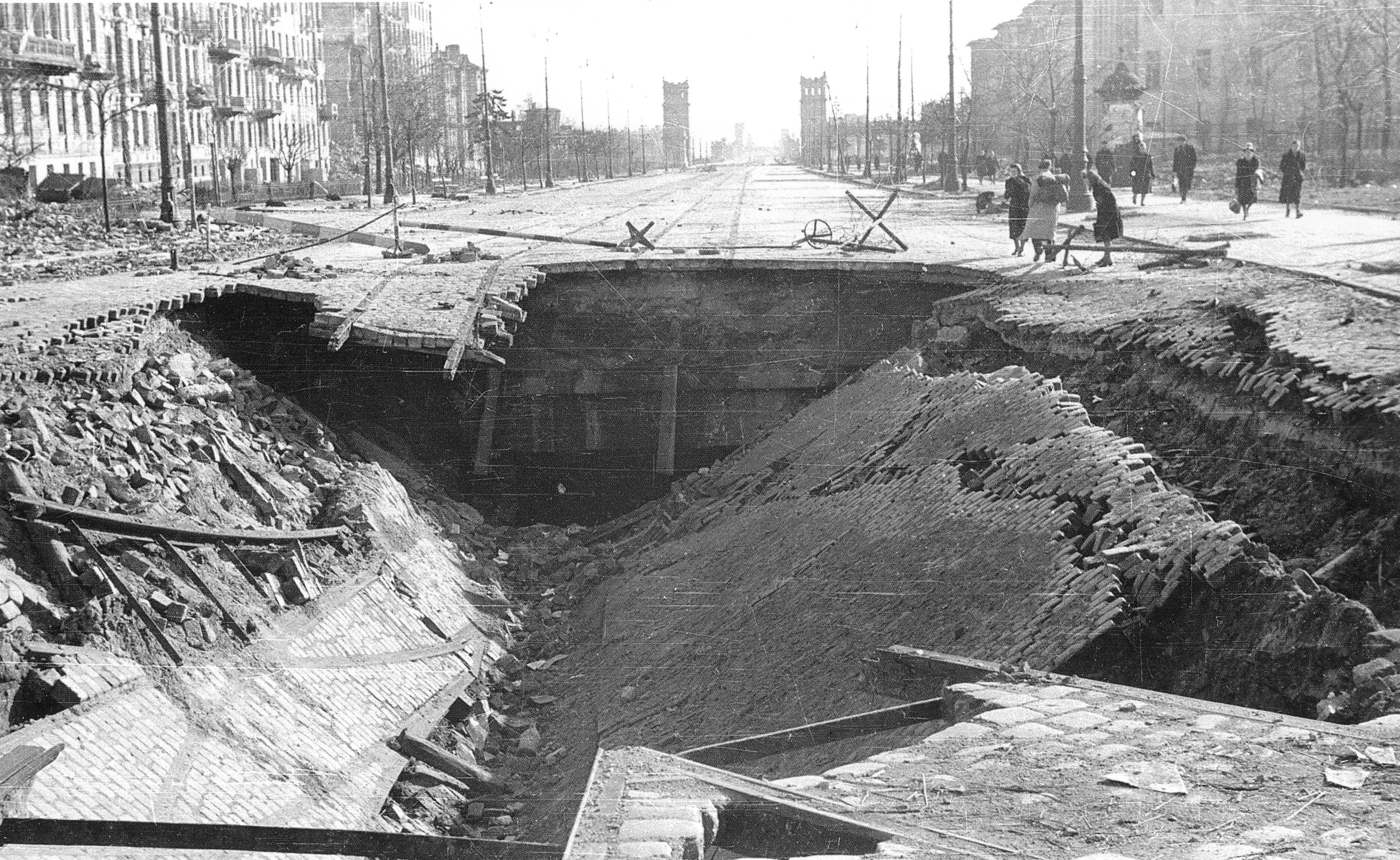
Eingestürzter Tunneldeckel an der Aleje Jerozolimskie bei Kriegsende

Nach vergeblichen Versuchen, bereits in der Zeit vor dem Ersten Weltkrieg, eine direkte Verbindung zwischen den ostwärts und westlich der Weichsel gelegenen Bahnhöfen zu schaffen, konnte der Plan in der Zwischenkriegszeit umgesetzt werden. 1933 fuhr der erste Zug auf der neuen Strecke. Der im Rahmen des Streckenbaus begonnene Neubau des an der Strecke liegenden Hauptbahnhofs (Dworzec Główny, vorher: Dworzec Wiedeński) brannte kurz vor seiner Fertigstellung im Sommer 1939 teilweise aus; nie ganz fertiggestellt, wurde er während der deutschen Besatzungszeit im Zweiten Weltkrieg genutzt. Nach Niederschlagung des Warschauer Aufstands wurde dieser Bahnhof endgültig von deutschen Truppen zerstört.

### Wiederaufbau
Da 1945 auch der Tunnel unter der Innenstadt und die Weichselbrücke zerstört waren, wurden nach dem Krieg zunächst diese Bauwerke instand gesetzt. Im Jahr 1949 konnte der Verkehr auf der zunächst noch zweigleisigen Linie wieder aufgenommen werden. Ein Teil der Tunnelstrecke – am provisorisch eingerichteten Bahnhof Warszawa Śródmieście – lag zunächst in einem Grabeneinschnitt ungedeckelt offen. Erst im Zuge der Errichtung des Kulturpalastes und der Gestaltung der umliegenden Freiflächen in den Jahren 1952 bis 1955 wurde dieser Teil wieder abgedeckt. Die neu zu errichtenden Haltestellen Warszawa Stadion, Warszawa Powiśle und Warszawa Ochota sowie der Bahnhof Warszawa Śródmieście gingen mit endgültigen Gebäuden erst zwischen 1958 und 1964 in Betrieb. Ende der 1960er bzw. Anfang 1970er Jahre wurde der Strecke zeitgleich zum Bau des Bahnhofs Warszawa Centralna ein zweites Gleispaar hinzugefügt. Sie wird für den Fernverkehr genutzt.

### Sanierung in den 2020er Jahren
In den 2020er Jahren soll eine umfangreiche Sanierung sowie ein Ausbau der Linia Średnicowa erfolgen. Die Kosten für die mehrjährigen Arbeiten werden auf ein Volumen von rund einer Milliarde Złoty veranschlagt. Die Investition ist aufgrund des schlechten Erhaltungszustandes und mit Blick auf den erwarteten Anstieg des Personen-Nahverkehrs auf dieser Strecke notwendig.
Die Arbeiten werden abschnittsweise durchgeführt. In einem ersten Schritt wird seit 2020 der Bahnhof Warszawa Zachodnia saniert und umgebaut. Der Abschluss der Planungsverfahren zur Ausschreibung der nächsten Etappe wird Ende 2022 erwartet. Die Ausschreibung für den letzten Abschnitt soll 2024 erfolgen. Die Bauarbeiten am Fernstrecken-Gleispaar sollen bis 2025, die an den Nahverkehrsgleisen bis 2027 abgeschlossen sein.
Diskutiert wird auch eine Deckelung des bislang offen in einem Grabentrog verlaufenden Streckenteils zwischen dem Haltepunkt Warszawa Ochota und dem Bahnhof Warszawa Zachodnia.